# 孔有德平湖南之战
孔有德平湖南之战爆發於顺治四年（1647年）二月至八月，由平南大将军孔有德率部平定湖南的入關戰爭之一。
顺治四年二月二十五日，孔有德部陷长沙，次日陷湘阴，湖南总督何腾蛟、總兵王進才撤退。梅勒章京卓罗追亡逐北，将王进才部徹底擊敗。孔有德又率蓝拜、屯泰等，由湘江行至渌口（今湖南株洲），擊敗破湘江北岸的南明军。四月十二日孔有德部占領衡州（今湖南衡阳），黄朝選兵敗，率其姬侍匿于郡南花藥寺，不久被杀。明总兵楊國棟乘機進攻长沙。孔有德令怀顺王耿仲明、固山额真金砺、梅勒章京卓罗等速回长沙。清军击败楊國棟于天津湖牛皮滩，悉歼之，再度攻占长沙。清军得知朱由榔正由武岡劉承胤保護，於是連夜行軍进抵武冈，劉承胤命令部將陳友龍等迎戰，蔣虎、孫華、聶鳴鶴、張承明、張大勝等俱戰死，但朱由榔已逃往廣西，劉承胤本人則降清，孔有德立即派護軍統領線國安帶領一千名騎兵追往靖州。大學士吳炳護送太子取道城步縣入廣西，為清軍截獲，太子和吳炳被押至衡州。吳炳被俘后自縊。尚可喜、梅勒章京蓝拜前往桂阳，途中擊敗郝摇旗。明总兵萧旷、姚有性以一万二千人守靖州，清军攻破靖州，生俘萧旷、姚有性，吏部尚書李若星、兵部尚書傅作霖不屈被殺，又破明侍郎蓋光英军。八月间，清军至沅州，擊敗张宪弼三萬大軍。攻克沅州後，湖南基本平定。